# Ivo Muhvić
Ivo (Ivan) Muhvić (Rijeka, 30. ožujka 1876. – Zagreb, 19. travnja 1942.), hrvatski skladatelj, vojni kapelnik i dirigent.

## Život i djelovanje
1900. je preuzeo dužnost zamjenika zborovođe pjevačkog društva "Kolo", gdje je jedno vrijeme bio samostalni zborovođa.
Od 1901. pa sve do svoje smrti bio je kapelnik raznih vojnih postrojbi u Zagrebu. Između 1902. i 1909. je organizirao velike koncerte simfonijskih orkestara. 1910. godine skupina snimatelja iz "Östereichische Grammophon Gesellschaft" (Austrijsko gramofonsko društvo), podružnice tvrtke "His master's Voice" dolazi u Zagreb i snima gotovo sve naše umjetnike, a i neke strane koji su bili članovi zagrebačkog kazališta. Među ostalima, u velikoj dvorani tadašnjeg hotela Pruckner u Ilici 44 snimili su i Vojničku glasbu carske i kraljevske 53. pukovnije pod ravnateljstvom kapelnika Ive Muhvića. Većina je snimaka bila namijenjena domaćem tržištu, a izvodili su popularne i poznate pjesme. To su najstarije snimke snimljene na teritoriju Hrvatske, a zvučni zapisi Muhvićeve glazbe su sačuvani do danas. Ubrzo kao kapelnik vojne glazbe u Zagrebu odlazi u Berlin gdje 1921. godine u "Deutsches Gramophon Gesellschaft" snima veći broj narodnih himni, pučkih popijevaka, kola, koračnica i sl. Neke se od tih snimaka nalaze i u katalogu tvrtke "Polydor" izdanom u Beču 1927. godine. Kao član Družbe "Braća Hrvatskoga Zmaja" s titulom Zmaj Riječanin, skladao je himnu DBHZ-a, Zmajevku.
U Kraljevini Jugoslaviji Muhvić je postao viši kapelnik Glazbe Savske divizijske oblasti. Nacionalna i sveučilišna knjižnica ima snimku njegovog dirigiranja izvedbom hrvatske himne iz 1936. Skladao je i Mačekovu koračnicu, koja je vjerojatno služila za potrebe Hrvatske zaštite. Danas je popularna koračnica koju izvodi orkestar Hrvatske vojske.
Nakon odlaska u mirovinu, nastavlja glazbeno djelovanje kao vanjski učitelj državne muzičke akademije za predmet "orkestracija vojne glasbe" te od 1934. vodi puhački orkestar "Glasba namještenika zagrebačkog električnog tramvaja".
Za vrijeme NDH bio je dirigent i kapelnik Glasbe Bojnog zrakoplovstva.

## Djela
Osim dirigiranja uspješno se bavio i skladanjem, najviše za limeni puhački orkestar te pedagoškim radom, predavajući orkestraciju za vojne orkestre na Glazbenoj akademiji u Zagrebu od 1936. do 1941. Skladao je koračnice, orkestralne pjesme i kantate. Među njegovim najvažnijim djelima su opera Uskok, uvertira Zrinski-Frankopan, Staroslavenska misa i dopunjavanje nedovršene opere Pavliha Viktora Parme.